# Luigina Bissoli
Luigina Bissoli (ur. 21 stycznia 1956 w Vigonza) – włoski kolarka torowa i szosowa, trzykrotna medalistka torowych mistrzostw świata oraz wicemistrzyni świata w kolarstwie szosowym.

## Kariera
Pierwszy sukces w karierze Luigina Bissoli osiągnęła w 1975 roku, kiedy została mistrzynią kraju w szosowym wyścigu ze startu wspólnego. Rok później wywalczyła srebrny medal w tej samej konkurencji podczas szosowych mistrzostw świata w Ostuni, gdzie uległa jedynie z Keetie van Oosten-Hage z Holandii. W tym samym roku wystąpiła również na torowych mistrzostwach świata w Lecce, gdzie była druga w indywidualnym wyścigu na dochodzenie, ponownie przegrywając tylko z Holenderką. W indywidualnym wyścigu na dochodzenie zdobyła ponadto jeszcze dwa brązowe medale: na mistrzostwach świata w Monachium w 1978 roku i rozgrywanych rok później mistrzostwach w Amsterdamie. Nigdy nie wystartowała na igrzyskach olimpijskich.